# Héctor Fort
Héctor Fort, né le 2 août 2006 à Barcelone en Espagne, est un footballeur espagnol qui évolue au poste d'arrière droit au FC Barcelone.

## Biographie

### En club
Né à Barcelone en Espagne, Héctor Fort commence le football au PB Anguera avant de rejoindre le centre de formation du FC Barcelone. Intégré à l'équipe réserve du club en 2023, il est considéré comme l'une des grandes promesses du club catalan,.
Le 7 décembre 2023, il fait sa première apparition en Ligue des champions, à l'occasion d'un match de groupe où il est titularisé contre le Royal Antwerp FC. Son équipe est battue par trois buts à deux ce jour-là.
Le 27 janvier 2024, à l'âge de 17 ans, Fort fait ses débuts en Liga avec le FC Barcelone lors d'un match contre Villarreal. En raison de la blessure d'Alejandro Baldé, il est titularisé au poste d'arrière gauche pour cette première apparition dans le championnat espagnol.
Le 28 mai 2024, Barcelone annonce la prolongation de son contrat jusqu'en juin 2026,.

### En sélection nationale
Héctor Fort représente l'équipe d'Espagne des moins de 17 ans. Avec cette sélection il est convoqué pour participer au championnat d'Europe des moins de 17 ans en 2023.
Il est également retenu pour participer à la coupe du monde des moins de 17 ans en 2023. Son équipe se hisse jusqu'en quarts de finale, éliminée par l'Allemagne.

### Style de jeu
Héctor Fort est un défenseur droitier capable de jouer aussi bien en tant qu'arrière droit que défenseur central. Il est décrit comme un joueur rapide et puissant, maîtrisant les duels aériens, mais aussi capable de construire le jeu depuis la base défensive.

## Palmarès
FC Barcelone (3) :
Vainqueur de La Liga en 2025.
Vainqueur de la Copa Del Rey en 2025.
Vainqueur de la Supercoupe d’Espagne en 2025.

## Statistiques

### En club
| Saison                | Club                  | Championnat           | Championnat | Championnat | Championnat | Coupe(s) nationale(s) | Coupe(s) nationale(s) | Coupe(s) nationale(s) | Supercoupe | Supercoupe | Supercoupe | Compétition(s) continentale(s) | Compétition(s) continentale(s) | Compétition(s) continentale(s) | Compétition(s) continentale(s) | Total | Total | Total |
| Saison                | Club                  | Division              | M.          | B.          | P.d.        | M.                    | B.                    | P.d.                  | M.         | B.         | P.d.       | Comp.                          | M.                             | B.                             | P.d.                           | M.    | B.    | P.d.  |
| 2023-2024             | Barça Atlètic         | Primera Federación    | 17          | 2           | 1           | -                     | -                     | -                     | -          | -          | -          | -                              | -                              | -                              | -                              | 17    | 2     | 1     |
| 2024-2025             | Barça Atlètic         | Primera Federación    | 1           | 0           | 0           | -                     | -                     | -                     | -          | -          | -          | -                              | -                              | -                              | -                              | 1     | 0     | 0     |
| Sous-total            | Sous-total            | Sous-total            | 18          | 2           | 1           | -                     | -                     | -                     | -          | -          | -          | -                              | -                              | -                              | -                              | 18    | 2     | 1     |
| 2023-2024             | FC Barcelone          | Liga                  | 7           | 0           | 2           | 2                     | 0                     | 1                     | 0          | 0          | 0          | C1                             | 1                              | 0                              | 0                              | 10    | 0     | 3     |
| 2024-2025             | FC Barcelone          | Liga                  | 17          | 0           | 0           | 1                     | 0                     | 0                     | 0          | 0          | 0          | C1                             | 2                              | 0                              | 0                              | 20    | 0     | 0     |
| Sous-total            | Sous-total            | Sous-total            | 24          | 0           | 2           | 3                     | 0                     | 1                     | 0          | 0          | 0          | -                              | 3                              | 0                              | 0                              | 30    | 0     | 3     |
| Total sur la carrière | Total sur la carrière | Total sur la carrière | 42          | 2           | 3           | 3                     | 0                     | 1                     | 0          | 0          | 0          | -                              | 3                              | 0                              | 0                              | 48    | 2     | 4     |

## Vie privée
En avril 2025, Fort est la cible d'insultes homophobes sur les réseaux sociaux après qu'une photo de lui portant l'activiste et drag queen LGTBI+, artiste et présentatrice Brigitta Lamoure, est publiée par cette dernière sur ses comptes Instagram et Twitter. La photo avait été prise lors du gala de l'Esport Solidari Internacional en mars. L'incident est dénoncé par Lamoure auprès de l'Observatori Contra la LGTBIfòbia (Observatoire contre l'homophobie) et suscite des condamnations de la part de l'Observatoire et du FC Barcelone, ainsi que des messages de soutien envers Fort et Lamoure,,.